# Mataundh
Mataundh é uma cidade e uma nagar panchayat no distrito de Banda, no estado indiano de Uttar Pradesh.

## Geografia
Mataundh está localizada a 25° 27′ N, 80° 09′ L. Tem uma altitude média de 142 metros (465 pés).

## Demografia
Segundo o censo de 2001, Mataundh tinha uma população de 8278 habitantes. Os indivíduos do sexo masculino constituem 53% da população e os do sexo feminino 47%. Mataundh tem uma taxa de literacia de 47%, inferior à média nacional de 59.5%: a literacia no sexo masculino é de 57% e no sexo feminino é de 35%. Em Mataundh, 17% da população está abaixo dos 6 anos de idade.